# Модифицированная ньютоновская динамика
Модифицированная ньютоновская динамика (MOND) — физическая гипотеза, альтернативная теория гравитации, предлагающая изменение в законе тяготения Ньютона, объясняющее вращение галактик без привлечения тёмной материи (так, когда постоянная скорость обращения внешних частей галактик была впервые обнаружена, это было неожиданно, так как ньютоновская теория гравитации предсказывает, что чем дальше объект от центра, тем меньше его скорость (например, у планет Солнечной системы скорость убывает с увеличением расстояния до Солнца); для объяснения этого была создана модель «тёмной материи»).
MOND была предложена Мордехаем Милгромом в 1983 году для того, чтобы смоделировать наблюдаемые постоянные скорости вращения. Милгром заметил, что ньютоновская сила гравитации подтверждена только для относительно больших ускорений, и предположил, что для малых ускорений Закон всемирного тяготения может не работать. MOND устанавливает, что ускорение зависит нелинейно от создающей его массы для малых ускорений.
MOND стоит особняком от широко распространённых и практически общепринятых теорий тёмной материи (которые предполагают наличие в каждой галактике ещё не определённого типа материи, что обеспечивает распределение массы, отличное от наблюдаемого для обычного вещества; эта «тёмная материя» концентрируется в так называемые гало, намного бо́льшие, чем видимые части галактик, и своим гравитационным притяжением обеспечивает почти постоянную скорость вращения внешних видимых частей галактик).
Астрофизик Кю-Хюн Чае (2023) из Университета Седжонг в Сеуле провёл исследование, анализируя 26 500 "широких" двойных звёздных систем в радиусе 650 световых лет от Земли. Его вычисления показали, что ускорение, при котором пары двойных звёзд реально вращаются вокруг общего центра масс, не соответствует прогнозам, основанным на уравнениях Ньютона и Эйнштейна, если оно составляет менее 1 нм/с². Если ускорение ещё меньше - менее 0,1 нм/с² - то в широких двойных звёздных системах наблюдается ускорение, превышающее "классическое" значение на 30-40%. Аналогичные аномалии видны и при изучении кривой вращения. Однако в случае относительно небольших двойных звёздных систем тёмная материя не является объяснением (на таком масштабе тёмная материя не может играть роль), что может подвергнуть сомнению необходимость в существовании тёмной материи для объяснения ускорения на галактическом уровне.Таким образом мы можем стоять на пороге изменения нашего представления о Вселенной.

## Динамика вращения галактик
Наблюдения скорости вращения спиральных галактик начались в 1978 году. В начале 1980-х было ясно, что галактики не демонстрируют ту же картину снижения орбитальной скорости с увеличением расстояния от центра масс, которая наблюдается в Солнечной системе. Спиральная галактика состоит из утолщения из звёзд в центре и огромного диска из звёзд, вращающихся вокруг этой центральной группы. Если орбиты звёзд подчиняются исключительно силе тяготения от наблюдаемого распределения обычного вещества, как предполагалось, то — звёзды на внешнем крае диска должны были иметь значительно более низкую среднюю орбитальную скорость, чем звёзды в середине. В наблюдаемых же галактиках эта закономерность не прослеживается.

Рисунок 1 — Ожидаемая (A) и наблюдаемая (B) скорость звёзд, как функция расстояния от центра галактики.

Пунктирной кривой на рис. 1 слева показана предсказанная орбитальная скорость, как функция расстояния от центра галактики без учёта MOND и/или тёмной материи. Сплошной кривой B показано наблюдаемое распределение. Вместо того, чтобы снизиться асимптотически до нуля, эта кривая, несмотря на ослабевание действия гравитации видимой материи, остаётся пологой, а в большом числе случаев и возрастает при увеличении расстояния от центра.
Учёные предположили, что выравнивание кривых вращения галактик вызывается веществом, находящимся за пределами видимого диска галактик. Поскольку все крупные галактики показывают те же характеристики, крупные галактики должны, согласно этим рассуждениям, быть окутаны невидимой «тёмной материей».

## Теория MOND
В 1983 году Мордехай Милгром, физик из Вейцмановского Института в Израиле, опубликовал три статьи в «The Astrophysical Journal» с предложением внести изменения в закон всемирного тяготения Ньютона. На самом деле Милгром предоставил несколько интерпретаций его предложению, одна из них является модификацией второго закона Ньютона.
Однако, это предлагаемое толкование противоречит закону сохранения импульса и требует некоторых нетрадиционных физических допущений. Вторая интерпретация — изменение закона гравитации, требует, чтобы ускорение за счёт силы тяжести зависело не просто от массы {\displaystyle m}, а от {\displaystyle m\mu ({\frac {a}{a_{0}}})}, и где {\displaystyle \mu ({\frac {a}{a_{0}}})} — некоторая функция, величина которой стремится к единице при больших значениях  {\displaystyle {\frac {a}{a_{0}}}} и к {\displaystyle {\frac {a}{a_{0}}}} для малых аргументов, где {\displaystyle a} — ускорение, обусловленное силой тяжести, а {\displaystyle a_{0}} является константой, примерно равной {\displaystyle 10^{-10}} м/с². Центростремительное ускорение звёзд и газовых облаков на окраине спиральных галактик, как правило, будет ниже {\displaystyle a_{0}}.
Точная форма функции {\displaystyle \mu } в статьях не указана, указано только её поведение, когда аргумент {\displaystyle {\frac {a}{a_{0}}}} является малым или большим. Как Милгром доказал в своих статьях, форма {\displaystyle \mu } не меняет большинство следствий из теории, таких как выравнивание кривых вращения галактик.
В повседневном мире {\displaystyle a} гораздо больше {\displaystyle a_{0}} для всех физических эффектов, поэтому коэффициент {\displaystyle \mu ({\frac {a}{a_{0}}})} практически равен единице и, следовательно, можно с большой степенью точности предполагать справедливость закона всемирного тяготения Ньютона (или второго закона Ньютона). Изменения в законе всемирного тяготения Ньютона являются незначительными, и Ньютон не мог их видеть.

### ПредсказываемаяМОНД кривая вращения
Вдалеке от центра галактики сила тяготения, действующая на звёзды, равна в хорошем приближении
{\displaystyle F={\frac {GMm}{r^{2}}}}
где G — гравитационная постоянная, М — масса галактики, m — масса звезды, а r — расстояние между центром и звездой. Используя новый закон динамики, получаем
{\displaystyle F={\frac {GMm}{r^{2}}}=m\mu {\left({\frac {a}{a_{0}}}\right)}a}
Исключая m, получаем
{\displaystyle {\frac {GM}{r^{2}}}=\mu {\left({\frac {a}{a_{0}}}\right)}a}
Предполагаем, что при большом расстоянии r, a меньше, чем a0, {\displaystyle \mu {\left({\frac {a}{a_{0}}}\right)}={\frac {a}{a_{0}}}}. Это даёт
{\displaystyle {\frac {GM}{r^{2}}}={\frac {a^{2}}{a_{0}}}}
Тогда
{\displaystyle a={\frac {\sqrt {GMa_{0}}}{r}}}
Так как уравнение, которое связывает скорость с ускорением, для круговой орбиты имеет вид {\displaystyle a={\frac {v^{2}}{r}}}, то получаем
{\displaystyle a={\frac {v^{2}}{r}}={\frac {\sqrt {GMa_{0}}}{r}}}
Тогда
{\displaystyle v={\sqrt[{4}]{GMa_{0}}}}
Следовательно, скорость звёзд на круговых орбитах далеко от центра является постоянной и не зависит от расстояния {\displaystyle r}: кривая вращения является пологой.
В то же время существует чёткая взаимосвязь между скоростью и постоянной {\displaystyle a_{0}}.
Уравнение {\displaystyle v=(Gma)^{\frac {1}{4}}} позволяет рассчитать {\displaystyle a_{0}} из наблюдаемых {\displaystyle v} и {\displaystyle M}. Милгром нашёл значение {\displaystyle a_{0}=1.2\cdot 10^{-10}} м/с².
Чтобы объяснить значение этой константы, Милгром сказал: «…Это приблизительно то ускорение, которое нужно объекту, чтобы разогнаться от состояния покоя до скорости света за время существования Вселенной. Также оно близко к недавно обнаруженному ускорению Вселенной».[уточнить]
Тем не менее, воздействие от предполагаемого значения {\displaystyle a\gg a_{0}} на физические процессы на Земле остаётся в силе. Если бы {\displaystyle a_{0}} было больше, последствия этого были бы видны на Земле, и, поскольку это не так, новая теория была бы противоречивой.

## Соответствие с наблюдениями
В соответствии с теорией модифицированной ньютоновской динамики каждый физический процесс, который включает малые ускорения, будет иметь результат, отличающийся от того, что предсказан простым законом {\displaystyle F=ma}. Таким образом, астрономы должны обнаружить все эти процессы, и убедиться, что MOND согласуется с наблюдениями. Впрочем, существует сложность, которая не упоминалась до этого момента, но которая очень сильно влияет на совместимость MOND с наблюдениями. В системе, которая рассматривается как изолированная, например, один спутник, вращающийся вокруг планеты, эффект MOND приводит к росту скорости за пределы данного диапазона (на самом деле, ниже заданного ускорения, но для круговой орбиты это не имеет значения), что зависит от массы как планеты, так и спутника. Однако, если та же система будет вращаться вокруг звезды, планета и спутник будут ускоряться в гравитационном поле звезды. Для спутника сумма двух полей может дать ускорение больше, чем {\displaystyle a_{0}}, и вращение не будет таким, как в изолированной системе.
По этой причине типичное ускорение любого физического процесса — не единственный параметр, который должны рассматривать астрономы. Настолько же важной является среда, в которой происходит процесс, то есть все внешние силы, которыми, как правило, пренебрегают. В своей работе Милгром изобразил типичные ускорения различных физических процессов на двумерной диаграмме. Один параметр — ускорение самого процесса, а другой — ускорение, вызванное средой.
Это затрагивает применение MOND для экспериментальных наблюдений и эмпирических данных, потому что все эксперименты, проведённые на Земле или в её окрестностях, подчинены гравитационному полю Солнца, и это поле настолько сильно, что все объекты в Солнечной системе подвергаются ускорениям большим, чем {\displaystyle a_{0}}. Это объясняет, почему выравнивание кривых вращения галактик, или MOND эффект, не был обнаружен до начала 1980-х годов, когда астрономы впервые собрали эмпирические данные о вращении галактик.
Поэтому ожидается, что только галактики и другие большие системы продемонстрируют динамику, которая позволит астрономам убедиться, что MOND согласуется с наблюдениями. С момента появления теории Милгрома в 1983 году наиболее точные данные были получены из наблюдений далёких галактик и соседей Млечного Пути. В пределах известных данных для галактик MOND остаётся в силе.
Что касается Млечного Пути, то он усеян облаками газа и межзвёздной пыли, и из-за этого до сих пор нет возможности определить надёжно кривую вращения галактики. И, наконец, было слишком много неясностей с определением скоростей галактик внутри скоплений и крупных систем, чтобы сделать выводы в пользу или против MOND. Действительно, условия для проведения эксперимента, который мог бы подтвердить или опровергнуть MOND, существуют лишь за пределами Солнечной системы.
Тем не менее, была предложена пара близких к Земле испытаний MOND: одна из них связана с полётом космического аппарата LISA Pathfinder через седловую точку Земля — Солнце; другой предполагает использование точно контролируемого вращающегося диска, чтобы убрать из ускорения эффект вращения Земли вокруг Солнца, и вращения Солнца вокруг центра галактики; если бы удалось выполнить какой-либо из этих опытов, и если MOND справедлива, то это было бы шагом вперёд к ускорениям очень низких уровней, необходимых для MOND.
В поисках наблюдений для проверки своей теории Милгром заметил, что особый класс объектов — галактики с низкой поверхностной яркостью (LSB, Low surface brightness galaxy), представляет особый интерес:  почти все звёзды находятся в пределах пологой части кривой вращения. Также, другие теории предсказывают, что скорость на краю зависит не только от массы LSB, но и от средней поверхностной яркости. Наконец, в то время не было данных о кривых вращения этих галактик. Таким образом, Милгром смог сделать прогноз, что LSB должны иметь кривую вращения, которая является практически пологой, и соотношение между плоской скоростью и массой LSB то же, что и у более ярких галактик.
Действительно, большинство наблюдаемых LSB соответствуют кривой вращения, предсказанной MOND.
Кроме LSB, ещё одной проверкой MOND является предсказание скорости галактик, вращающихся вокруг центра скоплений галактик (например, наша галактика является частью сверхскопления Девы). MOND предсказывает скорость вращения этих галактик вокруг центра и распределение температур, которые противоречат наблюдениям.
Компьютерное моделирование показало, что MOND, как правило, довольно точна в прогнозировании отдельных кривых вращения галактик для всех видов галактик: спиральных, эллиптических, карликовых и т. д. Однако MOND и подобные MOND теории не так хороши в масштабах скоплений галактик или космологических структур.
Тест, который обнаружил бы какие-либо частицы тёмной материи, такие как, например, вимпы, мог бы опровергнуть MOND.
Ли Смолин (и его коллеги) безуспешно пытался получить теоретическую основу для MOND из квантовой теории гравитации. Его вывод — «MOND представляет собой дразнящую загадку, но она не из тех, которые могут быть решены сейчас».
В 2011 году профессор астрономии Университета Мэриленда Стейси Макго проверил вращение богатых газом галактик, которые имеют относительно меньшее число звёзд, так что большая часть их массы сосредоточена в межзвёздном газе. Это позволило более точно определить массу галактик, поскольку вещество в форме газа легче увидеть и измерить, чем вещество в виде звёзд или планет. Макго исследовал выборку из 47 галактик и сравнил массу и скорости вращения каждой с величинами, прогнозируемыми MOND. Все 47 галактик соответствовали или оказались очень близки к прогнозам MOND; классическая модель тёмной материи выполнялась хуже. С другой стороны, во время исследований 2011 года по наблюдению в скоплении галактик гравитационно-индуцированного красного смещения были обнаружены результаты, которые в точности соответствовали общей теории относительности, но противоречили MOND.
Самыми сложными для объяснения в рамках МОНД считаются результаты о распределении масс газа, полученные по рентгеновскому излучению, и гравитирующих масс, полученные по гравитационному линзированию, в сталкивающихся скоплениях галактик, например, в скоплении Пуля. Если МОНД верна, и тёмной материи не существует, то распределения масс должны совпадать, что сильно противоречит наблюдениям. Хотя сторонники МОНД утверждают, что могут объяснить эти расхождения, большинство астрономов считают эти данные фальсифицирующим МОНД экспериментом.

## Математика MOND
В нерелятивистской модифицированной ньютоновской динамике уравнение Пуассона
{\displaystyle \nabla ^{2}\Phi _{N}=4\pi G\rho }
(где {\displaystyle \Phi _{N}} — гравитационный потенциал и ρ — плотность распределения материи) изменяется как
{\displaystyle \nabla \cdot \left[\mu \left({\frac {\left\|\nabla \Phi \right\|}{a_{0}}}\right)\nabla \Phi \right]=4\pi G\rho }
где {\displaystyle \Phi } — потенциал MOND. Уравнение решается с граничным условием
{\displaystyle \left\|\nabla \Phi \right\|\rightarrow 0} для
{\displaystyle \left\|\mathbf {r} \right\|\rightarrow \infty }.
Точная форма {\displaystyle \mu (\xi )} не ограничивается наблюдениями, но должно быть
{\displaystyle \mu (\xi )\sim 1} для {\displaystyle \xi \gg 1} (ньютоновский режим),
{\displaystyle \mu (\xi )\sim \xi } для {\displaystyle \xi \ll 1} (MOND режим).
Для MOND режима модифицированное уравнение Пуассона можно переписать как
{\displaystyle \nabla \cdot \left[{\frac {\left\|\nabla \Phi \right\|}{a_{0}}}\nabla \Phi -\nabla \Phi _{N}\right]=0}
и упростить до
{\displaystyle {\frac {\left\|\nabla \Phi \right\|}{a_{0}}}\nabla \Phi -\nabla \Phi _{N}=\nabla \times \mathbf {h} .}
Векторное поле {\displaystyle \mathbf {h} } неизвестно, но оно нулевое при сферическом, цилиндрическом или плоском распределении плотности. В этом случае поле ускорения MOND определяется простой формулой
{\displaystyle \mathbf {g} _{M}=\mathbf {g} _{N}{\sqrt {\frac {a_{0}}{\left\|\mathbf {g} _{N}\right\|}}}}
где {\displaystyle \mathbf {g} _{N}} — нормальное ньютоновское поле.

## Эффект внешнего поля
В MOND получается, что если системы со слабыми гравитационными связями {\displaystyle s}, чьи внутренние ускорения имеют порядок 10−10 м/с2 по ньютоновским расчётам, находятся во внешнем гравитационном поле {\displaystyle E_{g}}, генерируемом большим массивом масс S, то, даже если {\displaystyle E_{g}} едино для всего пространственного протяжения s, внутренняя динамика системы s находится под влиянием {\displaystyle E_{g}} таким образом, что общее ускорение в s фактически больше, чем 10−10 м/с2. Иными словами, сильный принцип эквивалентности в МОНД нарушается. Милгром первоначально ввёл такое положение, чтобы объяснить тот факт, что ожидаемое от тёмной материи поведение отсутствовало в некоторых системах, а при использовании MOND — присутствовало. Этими системами являются некоторые открытые шаровые скопления в окрестностях Солнца в Млечном Пути.

## Дискуссии и критика
В августе 2006 года появилась серьёзная критика MOND. Она основана на скоплении Пули, системы из двух сталкивающихся скоплений галактик. В большинстве случаев, когда присутствуют явления, связанные с MOND либо тёмной материей, они кажутся исходящими из мест с аналогичными центрами тяжести. Но эффект тёмной материи в этой системе из двух сталкивающихся скоплений галактик, по-видимому, исходит из точек в пространстве, отличных от центра масс видимого вещества в системе, который необычайно легко разглядеть из-за высоких энергий столкновения газа в районе столкновений галактических скоплений. Сторонники MOND признают, что чисто барионная MOND не может объяснить эти наблюдения. Чтобы спасти гипотезу, было предложено включить в MOND обычные горячие нейтрино с массой 2 эВ.
C. Сиврам заметил, что характерные ускорения {\displaystyle {\frac {GM}{r^{2}}}} для шаровых скоплений, спиральных галактик, скоплений галактик и всей Вселенной поразительно близки к критическому ускорению {\displaystyle a_{0}} из MOND. Хасмух К. Танк попытался объяснить подобные соответствия как следствия из нового закона о равенстве гравитационной потенциальной энергии и энергии масс достаточно независимых систем материи. В этой работе он показал также, что тщательно измеренные ускорения в сторону Солнца космических зондов Pioneer-10, Pioneer-11, Galileo и Ulyssus довольно близки к критическому ускорению MOND; «космологическое красное смещение», выраженное как торможение космических фотонов, поразительно совпадает с ним же. Танк также предложил множество теоретических объяснений нового закона равенства потенциальной энергии и энергии масс. Это приводит к возможности того, что закон сохранения энергии является более фундаментальным, чем фундаментальные силы.[значимость факта?] Помимо MOND, существуют множество других известных теорий гравитации, которые пытаются объяснить тайну кривых вращения. В частности, это несимметричные теории гравитации, предложенные Джоном Моффатом, и конформная гравитация Филиппа Мангейме.

## Скаляр-тензор-векторная теория гравитации
Скаляр-тензор-векторная теория гравитации (Tensor-vector-scalar gravity (TeVeS)) — это предлагаемая релятивистская теория, которая эквивалентна модифицированной ньютоновской динамике в нерелятивистском пределе. Она направлена на то, чтобы объяснить проблему вращения галактик без привлечения тёмной материи. Представленная Якобом Бекенштейном в 2004 году, она включает в себя различные динамические и нединамические тензорные поля, векторные поля и скалярные поля.
Прорыв TeVeS по отношению к MOND связан с тем, что она может объяснить явление гравитационного линзирования — космического явления, в котором близлежащая материя искажает свет, и которое наблюдалось много раз.
Недавней находкой является то, что она может объяснить формирование структуры без холодной тёмной материи, но требует массивных нейтрино ~2 эВ. Другие авторы утверждают, однако, что TeVeS не может объяснить одновременно и анизотропию реликтового излучения и структурообразование, то есть действует за пределами этих моделей, хотя они имеют высокое значение.
В 2012 году астрофизики из Пенсильванского университета (США) и Кембриджского университета (Великобритания) испытали «на прочность» скаляр-тензор-векторную теорию гравитации при помощи цефеид из ближайших к нам 25 галактик местного скопления. Результат плачевный: в рамках точности измерений эффекты, предсказанные теорией, не подтвердились.